# Spuren des Bösen: Begierde
Begierde ist ein deutsch-österreichischer Fernsehfilm aus dem Jahr 2017 und die sechste Folge der Krimireihe Spuren des Bösen mit Heino Ferch in der Hauptrolle.
Regie führte Andreas Prochaska. Das Drehbuch schrieb Martin Ambrosch.

## Handlung
Der Industrielle Johannes Rink befürchtet schizophren zu sein, wie schon sein Vater. In einer Klinik will er sich aber nicht behandeln lassen. Seine Frau Clara, die mit ihm, wegen der befürchteten Erbkrankheit, absichtlich keine Kinder hat, wendet sich an Richard Brock. Sie hofft von ihm Hilfe zu bekommen, da ihr Mann gewalttätig zu werden beginnt und sie eine Katastrophe befürchtet. Nach Angaben des Hausarztes sei ein Hirntumor ausgeschlossen, sodass auch sie die Befürchtung ihres Mannes teilt. Auch Brock kommt nach einem Gespräch mit Rink zu diesem Schluss und hält eine klinische Behandlung für unumgänglich. Was ihm allerdings zu denken gibt, ist eine Telefonnummer, die ihm Rink während ihrer Unterhaltung in die Hand geschrieben hatte. Diese Nummer ruft er an und gerät an das Callgirl Eva Faller. Als sie von Brock den Grund seines Anrufes und den Namen Johannes Rink hört, zieht sie sich wortlos zurück.
Clara Rink informiert die Polizei, nachdem ihr Mann sich selbst verletzt und den Hausarzt, Peter Bode, mit einem Messer angegriffen hat. Daraufhin hat er das Anwesen verlassen und ist verschwunden. Brocks Vermutung, dass zwischen Eva Faller und Johannes Rink mehr sein könnte als nur eine geschäftliche Beziehung, bewahrheitet sich. Faller ruft Brock zu Hilfe, da Rink in der Nacht vor ihrer Tür steht und sie sich bedroht fühlt. Brock eilt zu ihr und begleitet sie zu ihrem Wagen, wo jedoch schon Rink auf sie wartet und mit einem Messer angreift. Brock verteidigt die junge Frau und auch sein eigenes Leben. Nach längerem Kampf geht Brock kurze Zeit zu Boden und findet danach Rink mit dem Messer in der Brust. Er wird von der Polizei in Gewahrsam genommen und soll wegen Notwehrüberschreitung angeklagt werden.
In der Untersuchungshaft besucht ihn Clara Rink und versucht Antworten zu finden, weil sie das alles nicht verstehen würde. Brock erklärt sich das Verhalten ihres Mannes durch dessen Krankheit, die zweifelsfrei begonnen hatte. Seiner Meinung nach ist Eva Faller von Johannes Rink schwanger und weil er die Krankheit nicht weitervererben wollte, habe er versucht die Kindsmutter zu töten. Da Brock in der Haft viel Zeit zum Nachdenken hat, kommen ihm einige Zweifel. Er bittet seine Tochter, bei der Obduktion von Rink auf eine toxikologische Untersuchung zu drängen und nach einem Dopaminagonisten im Blut zu suchen. Dieser Test verläuft tatsächlich positiv und erklärt Brock, weshalb die Krankheit so plötzlich und so heftig ausgebrochen war.
Clara Rink kontaktiert derweil Eva Faller und bestellt sie zu sich. Sie versucht sie davon zu überzeugen, dass Johannes’ Kind nur bei ihr gut aufwachsen könne. Sie macht Faller ein lukratives Angebot, um ihr das Kind „abzukaufen“. Faller schlägt dies jedoch aus, weil sie davon ausgeht, durch das Kind als Erben das halbe Vermögen zu bekommen. Später hat sie jedoch Zweifel, ob sie das Kind überhaupt bekommen sollte und sucht eine Beratungsstelle auf.
Brock wird aus der Untersuchungshaft entlassen und ist sich sicher, dass nur Rinks Hausarzt das Mittel beschafft haben kann, welches Rink verabreicht wurde, damit dessen Krankheit ausbricht. Er sucht Peter Bode auf und konfrontiert ihn mit seiner (theoretischen) Erkenntnis, Johannes Rink als Nebenbuhler aus dem Weg geräumt zu haben, um dessen Frau, in die er seit Jahren verliebt wäre, für sich zu gewinnen. Bode lässt sich daraufhin widerstandslos von der Polizei festnehmen, denn Brock sagte ihm:

„Bei einem Verbrechen aus Leidenschaft bleibt nur das Verbrechen übrig – Die Leidenschaft erlischt.“

## Hintergrund
Gedreht wurde Begierde vom 25. Februar bis zum 24. März 2016 in Wien und Umgebung. Die deutsche Fernsehpremiere erfolgte am 6. März 2017 im ZDF.

## Rezeption

### Einschaltquote
Die Erstausstrahlung von Begierde am 6. März 2017 im ZDF erreichte 5,18 Millionen Zuschauer und einen Marktanteil von 15,4 Prozent.

### Kritiken
Bei der Frankfurter Allgemeinen Zeitung wertete Axel Weidemann : „Was den Film des Regisseurs Andreas Prochaska in erster Linie zu einem wirklich spannenden Fernseherlebnis macht, ist – und darin ähnelt er dem Charakter der Figur Johannes Rink – seine Unvorhersehbarkeit. Noch nach fünfzig Minuten, wenn der Zuschauer sich und all seine Ahnungen schon in Sicherheit wiegt, schlägt die Handlung des Drehbuchs von Martin Ambrosch einen solchen Haken, dass man im besten Sinne ratlos respektive weiterhin am Haken ist.“
Rainer Tittelbach von Tittelbach.tv schrieb anerkennend: „Selten war das Personal so überschaubar, die Handlung so reduziert und die Bildsprache so stark auf das Wesentliche konzentriert. Nicht die Krimidramaturgie übernimmt die Führung, sondern die Bilder. Die Dunkelheit minimiert den sichtbaren Raum. Die Geschichte kommt aus der Wiener Nacht, dem Dunkel kranker Seelen. So entsteht ein faszinierendes Kammerspiel, bei dem der Zuschauer das Angedeutete häufig selbst zuende [sic!] denken darf.“
Die Kritiker der Fernsehzeitschrift TV Spielfilm vergaben die Beste Wertung (Daumen nach oben) und schrieben: „Düsterer Krimi um Einsamkeit, Schwermut und Trauer mit extrem fröstelnder Atmosphäre. Kühl und düster, mit einem Top-Ensemble.“
Sebastian Hagner von rtv.de meinte: „Die Geschichte wirkt altvertraut, nimmt aber immerhin einige unvorhergesehene Wendungen. Die große Stärke von ‚Spuren des Bösen‘ ist – neben den exzellenten Darstellerleistungen – einmal mehr der Stil: ‚Begierde‘ mag von Leidenschaft und Gier erzählen, aber der Film tut es in kalten, dennoch sehr stimmungsvollen Bildern.“
Oliver Armknecht bewertete den Film auf film-rezensionen.de mit fünf von zehn Punkten. Lange gebe es überhaupt kein Verbrechen, das aufgeklärt werden muss. Das sei prinzipiell zwar interessant und atmosphärisch umgesetzt, aber nicht sonderlich spannend. Außerdem sei die Geschichte schon nahe an einer Seifenoper.